# Хадж Алі Размара
Хадж Алі Размара (перс. حاجیعلی رزمآرا; 30 березня 1901 — 7 березня 1951) — іранський військовик, державний і політичний діяч, прем'єр-міністр країни від червня 1950 до березня 1951 року.

## Життєпис
Освіту здобув у французькій Особливій військовій школі Сен-Сір. На батьківщині дослужився до посади начальника Генерального штабу армії.
У червні 1950 року очолив іранський уряд. У березні 1951 року Размара виступив у парламенті з промовою, що була спрямована проти націоналізації нафтової промисловості. За чотири дні, 7 березня, коли він виходив з мечеті в нього поцілив 26-річний Халіл Тамасбі. Останній встиг вистрілити тричі. Для прем'єра поранення були смертельними. Невдовзі він помер у лікарні. Таким чином Размара став третім прем'єр-міністром Ірану, якого було вбито.